# Scheerweihergebiet bei Schalkhausen
Koordinaten: 49° 18′ 32″ N, 10° 30′ 55″ O

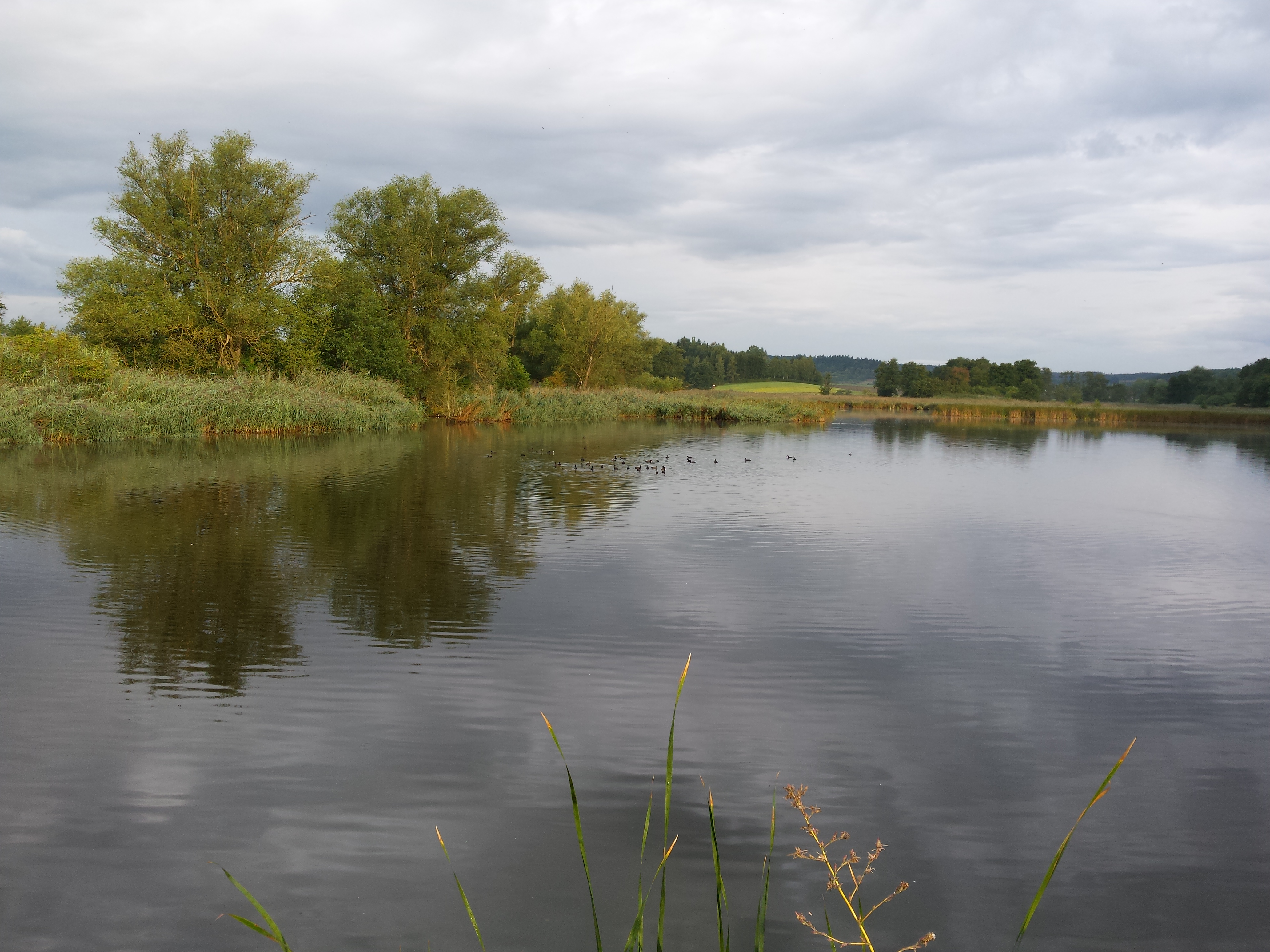
Naturschutzgebiet Scheerweihergebiet bei Schalkhausen (August 2014)

Das Naturschutzgebiet Scheerweihergebiet bei Schalkhausen liegt auf dem Gebiet der kreisfreien Stadt Ansbach in Mittelfranken.
Das einzige Naturschutzgebiet der Stadt erstreckt sich westlich der Kernstadt Ansbach und nordwestlich von Schalkhausen. Durch das Gebiet hindurch fließt der Onolzbach und sein Zufluss Hohenmühlbach. Östlich des Gebietes erhebt sich der Bocksberg, südlich verläuft die St 2246.

## Bedeutung
Das rund 53 ha große Gebiet ist seit dem Jahr 1990 unter der Kenn-Nummer NSG-00368.01 als Naturschutzgebiet ausgewiesen. Es handelt sich um einen flachen Teich mit umgebenden ausgedehnten Teichbinsen-, Rohrkolben- und Schilfröhrichten.